# Проскуряков, Фёдор Иванович
Фёдор Иванович Проскуряков (1830—1904) — русский юрист; сенатор, тайный советник.

## Биография
Родился в Вологде 23 января (4 февраля) 1830 года в купеческой семье.
В 1847 году окончил Вологодскую мужскую гимназию, в 1851 году — юридический факультет Императорского Санкт-Петербургского университета со званием кандидата. В 1851—1857 годах преподавал в Ларинской гимназии законоведение. В это время им было издано: «Руководство к познанию действующих русских государственных, гражданских, уголовных и полицейских законов» (СПб.: тип. Королева и К°, 1854. Т. 1-3; 2-е изд. — СПб.: тип. Мор. м-ва, 1856).
В 1857 году поступил на службу в III отделение Собственной Его Императорского Величества канцелярии: в 1857—1858 годах — младший чиновник, в 1858—1862 годах — помощник старшего чиновника, в 1862—1866 годах — старший чиновник. В 1859 году были напечатаны, переведённые Проскуряковым с латинского языка, Институты императора Юстиниана, в четырех книгах (СПб.: тип. Мор. м-ва, 1859).
С 1866 года был товарищем председателя Новгородского окружного суда, с 1869 года — председатель Кишинёвского окружного суда; в 1874—1878 годах был председателем департамента Харьковской судебной палаты. В действительные статские советники был произведён 14 декабря 1872 года. 
Получив 2 августа 1878 года назначение на сенаторскую должность Гражданского кассационного департамента, орден Св. Станислава 1-й степени и чин тайного советника, вернулся в Санкт-Петербург.
Умер 5 (18) сентября 1904 года. Похоронен на Волковском православном кладбище.

## Награды
- орден Св. Владимира 4-й ст.
- орден Св. Анны 2-й ст. (1863)
- орден Св. Владимира 3-й ст. (1870)
- орден Св. Станислава 1-й ст. (1878)
- орден Св. Анны 1-й ст. (1885)
- орден Св. Владимира 2-й ст. (1889)
- орден Белого орла (1894)
- орден Св. Александра Невского (1899)